# Vampyrskolan
Vampyrskolan, på tyska Die Schule der kleinen Vampire är en italiensk-luxemburgsk-tysk tecknad tv-serie i 104 delar från 2006, baserad på en serie av barnböcker.

## Handling
I ett läskigt slott nära en liten stad fungerar elitskolan för unga vampyrer, som har sex elever. Huvudkaraktären är Oskar, brorson till rektorn greve von Förskräcklikus. Den unge vampyren tål dock inte att se blod, och han är kär i den mänskliga flickan Sunshine, vars morfar Paulus Polidori som självutnämnd vampyrjägare gör livet tufft för vampyrerna på slottet.

## Karaktärerna
| Namn på svenska          | Namn på tyska               | Kommentar |
| ------------------------ | --------------------------- | --- |
| Oskar                    | Oskar                       | En ung vampyr vars farbror är rektor på skolan. Han är snäll och uppmärksam. Han tål inte att se blod och är kär i människoflickan Sunshine. |
| Gothilda                 | Gruftine                    | En kompis till Oskar och den enda flickan på skolan. Hon håller på med växter och mer eller mindre lyckade trolldrycker. Ibland är hon svartsjuk på Oskar och Sunshine.                                                                         |
| Leechy                   | Tinto                       | En ung vampyr-nörd som försöker lösa alla problem med vetenskapliga uppfinningar. |
| Stoker                   | Fletscher                   | Oskars rival på skolan. Han är kaxig och uppstudsig, skryter mycket om sig själv men har inte mycket att komma med. Kan ibland spela spratt på de andra, vilket dock brukar falla tillbaka på honom själv. Verkar vara intresserad av Gothilda. |
| Ashley                   | Ashley                      | Var en gång en stilig ung vampyr men drabbades av solen som brände honom. Nu är han bara en talande hög med aska, som brukar köras omkring i en liten vagn av Klott.                                                                            |
| Klott                    | Klott                       | Skolans yngsta elev och Ashleys kompis. Snäll och lite naiv. Fattar inte alltid lägets allvar. |
| Lennie                   | Nestor                      | Skolans vaktmästare och kock. Som enda på slottet föddes han inte som vampyr, utan han blev det när han av misstag satte sig på vampyrtänder. Till utseendet påminner han om Riff Raff i The Rocky Horror Picture Show.                         |
| Greve von Förskräcklikus | Graf Alerich von Horrificus | Skolans rektor och Oskars farbror. En mycket framstående och begåvad vampyr. |
| Archibald Oxblod         | Archibald Oxford            | Lärare på skolan. Sträng men rättvis, ibland lite disträ. |
| Lady Kryptina            | Lady Kryptina               | Lärarinna på skolan. |
| Sunshine                 | Sunshine                    | Oskars stora kärlek. Hon älskar honom också, men har ingen aning att han är vampyr. Hon tror bara att han är lite konstig ibland. |
| Paulus Polidori          | Paulus Polidori             | Sunshines morfar. Självutnämnd vampyrjägare. Hans högflygande planer att befria världen från gisslet vampyrerna brukar oftast misslyckas. |